# Plateau Chilcotin
Il Plateau Chilcotin fa parte del più esteso Plateau Fraser, un'importante suddivisione dell'Interior Plateau, nella Columbia Britannica, in Canada.

## Caratteristiche geografiche
Il Plateau è in pratica fisicamente coincidente con l'omonima regione Chilcotin, che si trova tra il fiume Fraser e la parte meridionale delle Montagne Costiere; è definito dal bacino del fiume Chilcotin e include anche le aree montane al di là del plateau.
A est del Plateau Chilcotin, al di là del fiume Fraser, si trova il Plateau Cariboo, mentre a nord oltre il West Road River, si trova il Plateau Nechako. A ovest e sud si trovano varie suddivisioni delle Montagne Costiere, come i Chilcotin Ranges che sono disposti lungo la parte sudoccidentale del plateau.
Fa parte del plateau anche il Rainbow Range, vicino a Bella Coola, come pure le catene vulcaniche Ilgachuz Range e Itcha Range, costituite da vulcani a scudo. Anche il Camelsfoot Range, a nord di Lillooet, viene da taluni sistemi di classificazione incluso nel Chilcotin Plateau.
Il plateau è interamente drenato dal fiume Chilcotin e dai suoi tributari, i più importanti dei quali sono il fiume Chilanko e il Chilko. Sul margine orientale del plateau scorre il Churn Creek, che forma il fianco orientale del Camelsfoot Range prima di immettersi direttamente nel fiume Fraser. Sul fianco occidentale del plateau, i bacini dei fiumi Dean, Homathko e Atnarko penetrano nel massiccio delle Montagne Costiere e hanno la loro origine, o la prima parte del loro corso, nel Plateau Chilcotin.
Il Plateau Chilcotin è costituito di lava basaltica del Gruppo di Chilcotin, un gruppo costituito da rocce vulcaniche che è quasi parallelo al Plateau Fraser. Si estende lungo l'adiacente Cintura vulcanica Garibaldi nelle Montagne Costiere. Si ritiene che il vulcanismo del Plateau Chilcotin sia il risultato dell'estensione della crosta dietro alla zona di subduzione della Cascadia.